# Eleições em Moçambique
Esta página dá informações sobre eleições em Moçambique.
Moçambique elege os seus representantes políticos a três níveis:
- a nível nacional elege o chefe de estado, o Presidente da República, e o parlamento, a Assembleia da República. O presidente é eleito para um mandato de cinco anos por sufrágio direto, desde 1994. O parlamento tem 250 membros, eleitos para um período de cinco anos por representação proporcional.
- a nível provincial são eleitas Assembleias Provinciais, por um período de cinco ano e cuja função é monitorizar o governo provincial.
- a nível local, são eleitos o Presidente do Conselho Municipal e os partidos que integram as Assembleias Municipais, em cidades e vilas consideradas municípios pela Assembleia da República.

## 1994 - Eleições presidenciais e legislativas
Nas primeiras eleições multipartidárias realizadas em Moçambique, em 1994, foi eleito o candidato do partido FRELIMO e Presidente da República desde 1986, Joaquim Chissano. Na mesma ocasião, a FRELIMO ganhou também a maioria dos assentos na Assembleia da República. Depois de vários meses de protestos, o principal partido da oposição e anterior movimento guerrilheiro RENAMO aceitou os resultados.

## 1999 - Eleições presidenciais e legislativas
Nas eleições de 1999, Joaquim Chissano foi reeleito com 52,3% dos votos e a FRELIMO passou a ocupar 133 dos 250 assentos do parlamento. O candidato do principal partido da oposição, Afonso Dhlakama da RENAMO, obteve 47,7% dos votos e o partido ocupou os restantes 117 assentos parlamentares.

## 2004 - Eleições presidenciais e legislativas
Nas eleições presidencial e parlamentar de 2004, realizadas nos dias 1 e 2 de dezembro, Armando Guebuza, o novo candidato da FRELIMO, ganhou 63,7% dos votos, mais do dobro do candidato da RENAMO, Afonso Dhlakama (31,7%).
Na votação para o parlamento, a FRELIMO ganhou 62% (1,8 milhões) dos votos, a RENAMO-União Eleitoral 29,7% (905 000 votos) e 18 partidos minoritários partilharam os restantes 8%. Assim, a FRELIMO ocupou 160 assentos e a RENAMO-UE, 90.

## 2009 - Eleições presidenciais, legislativas e provinciais
No dia 28 de Outubro, os moçambicanos elegeram o seu Presidente da República, os deputados da Assembleia da República e, pela primeira vez, os deputados das Assembleias Provinciais. O registo para as eleições legislativas nacionais foi contestado por vários partidos que foram parcialmente ou completamente excluídos do pleito pela Comissão Nacional de Eleições (CNE). Entre eles o que se assume ser o terceiro partido do país, o MDM - Movimento Democrático de Moçambique de Daviz Simango, que não pode concorrer em 9 de 13 círculos eleitorais do país. Ao contrário do seu partido, na corrida à Presidência, Daviz Simango pode concorrer em todos os círculos. Os outros candidatos presidenciais são o actual Presidente da República, Armando Guebuza pela FRELIMO, e Afonso Dhlakama pela RENAMO.
Guebuza foi reeleito com 75% dos votos válidos, seguido do líder da RENAMO, Afonso Dhlakama, com 16% dos votos. Quanto às eleições para a Assembleia da República, a FRELIMO, o partido do governo, conseguiu 191 deputados, com mais dois eleitos nos círculos da emigração, a RENAMO 49 deputados e o MDM alcançou oito.

## 2014 - Eleições presidenciais, legislativas e provinciais
As eleições gerais em Moçambique de 2014 corresponderam ao quinto pleito presidencial e legislativo, bem como às segundas eleições para as Assembleias Provinciais moçambicanas. Realizadas em 15 de Outubro de 2014, resultaram na vitória do candidato da FRELIMO, Filipe Nyusi, para presidente, tendo o partido mantido também a maioria dos assentos parlamentares.

## 2019 - Eleições presidenciais, legislativas e provinciais
As eleições gerais em Moçambique de 2019 corresponderam ao sexto pleito presidencial e legislativo, bem como às terceiras eleições para as Assembleias Provinciais moçambicanas. Pela primeira vez, estas últimas eleições serviram para escolher o Governador Provincial.Realizadas em 15 de Outubro de 2019, resultaram na reeleição do candidato da FRELIMO, Filipe Nyusi, para presidente, tendo o partido alcançado os dois terços do número de deputados necessários para alterar a constituição.

## 2024 - Eleições presidenciais, legislativas e provinciais
As eleições gerais em Moçambique de 2024 tiveram lugar no dia 9 de Outubro de 2024. Daniel Chapo venceu as presidenciais, com contestação da oposição e protestos. A Comunidade de Desenvolvimento da África Austral (SADC) convocou uma reunião extraordinária para discutir a crise pós-eleitoral em Moçambique, onde protestos violentos continuam a ocorrer. A polícia tem sido usada na repressão, com relatos de mortes entre civis e invasão de residências e hospitais para deter supostos manifestantes.
Observadores internacionais, como a União Europeia, apontaram irregularidades nas eleições, acusando a Comissão Nacional de Eleições (CNE), liderada por Dom Carlos Matsinhe, de manipulação a favor da FRELIMO.
O governo moçambicano, em resposta aos protestos, suspendeu a internet móvel no dia 25 de outubro, restabelecendo-a parcialmente em 31 de outubro, mas com restrições às redes sociais, como WhatsApp, Facebook e Instagram. A polícia permanece em alerta nas ruas de Maputo, onde incidentes de violência incluem carros incendiados, lojas saqueadas e ataques a residências e hospitais em busca de manifestantes.
Enquanto isso, o Conselho Constitucional, responsável pela validação dos resultados eleitorais, ainda não concluiu a avaliação do processo, que tem sido amplamente criticado como o mais fraudulento da história democrática do país. Além disso, a Procuradoria-Geral da República está investigando denúncias do partido PODEMOS, que acusam membros das Comissões Distritais de Eleições (CDE) de adulterarem documentos oficiais para favorecer determinados resultados eleitorais.